# Entenpool
Der Entenpool ist ein Naturschutzgebiet in der niedersächsischen Gemeinde Dickel im Landkreis Diepholz.
Das Naturschutzgebiet mit dem Kennzeichen NSG HA 026 ist 15 Hektar groß. Es handelt sich um ein ehemaliges Schlatt, das durch Verlandung weitgehend trockengefallen ist und heute einen dichten Baumbestand aufweist.
Das Gebiet steht seit dem 7. September 1957 unter Naturschutz. Zuständige untere Naturschutzbehörde ist der Landkreis Diepholz.